# Marie von Keudell

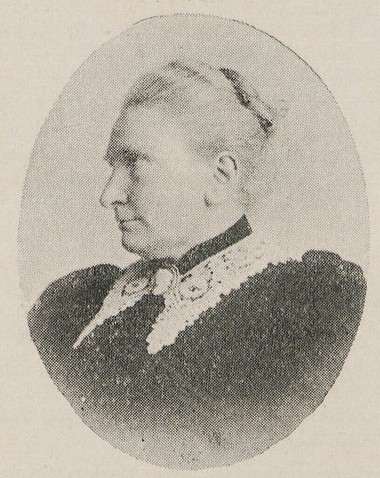
Marie von Kendell (1899)

Marie Malwine von Keudell (* 16. Juli 1838 in Launingken; † 17. Februar 1918 in Berlin) war eine deutsche Landschaftsmalerin.

## Biographie
Keudell wurde 1838 in Launingken, dem heutigen Ołownik in Ostpreußen geboren. Sie gehörte dem Adelsgeschlecht Keudell an. Die Eltern waren der Rittmeister und vormalige Gutsbesitzer Rudolf von Keudell (1808–1871) und der Hildegard von Keudell (1817–1900), die aus einer anderen Familienlinie stammte. Die Familie war sehr kinderreich, acht Töchter. Elsbeth von Keudell war ihre jüngste Schwester. Ihr Onkel war der Diplomat Robert von Keudell. Walter von Keudell und Otto von Keudell waren jüngere Cousins.

## Karriere
Sie studierte bei Adolf Dressler, Eduard Pape und Otto von Kameke in Berlin. Marie von Keudell war nach ihrem Studium als freischaffende Landschaftsmalerin tätig. Viele ihrer Werke entstanden auf Reisen, die sie unter anderem in die Schweiz, die Niederlande (Volendam, Katwijk), nach Italien und Griechenland unternahm.
Keudell stellte 1893 ihre Werke bei der Weltausstellung in Chicago (Illinois) im Woman’s Building aus. Sie leitete dort die Kunstkommission des deutschen Frauendepartements.
Ihre Gemälde wurden zwischen 1893 und 1912 auch in der Großen Berliner Kunstausstellung präsentiert.
Keudell war seit ihrem Studium mit der Landschaftsmalerin Paula Bonte befreundet. Sie teilten sich das Atelier, unternahmen viele ihrer Reisen gemeinsam und engagierten sich auch gemeinsam im Verein der Berliner Künstlerinnen. Keudell war dort Mitglied von 1867 bis 1916.
1904 trat sie als Rednerin auf dem von Hedwig Heyl organisierten Internationalen Frauenkongress in Berlin auf. 1907 veröffentlichte die Illustrirte Frauen-Zeitung ein Porträt Marie von Keudels als schaffende Frau. Die Malerin reiste nach Italien, Frankreich, England und in die Schweiz.
Keudell starb am 17. Februar 1918 in Berlin.

Galerie
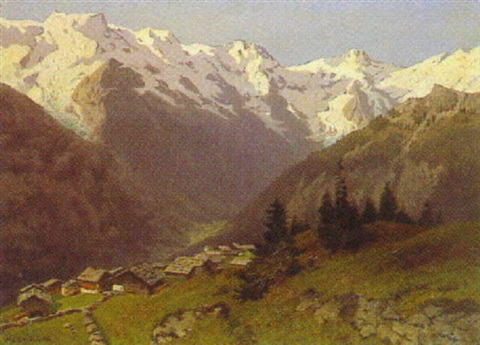
Alpenlandschaft bei Mürren im Berner Oberland (1913)
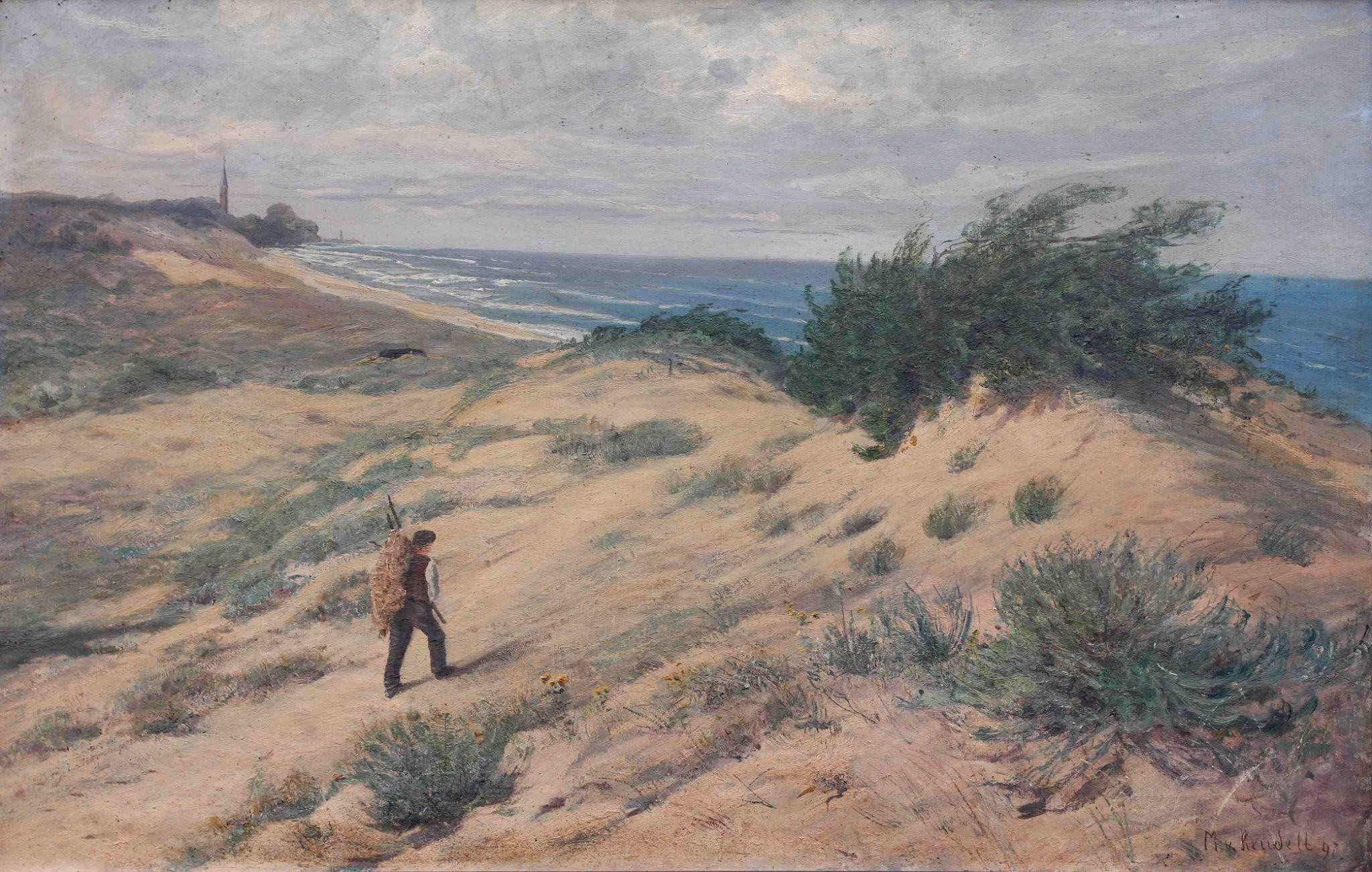
Pommersche Küste bei Bauerhufen (heute Chłopy) mit Blick auf Sorenbohm (heute Sarbinowo)
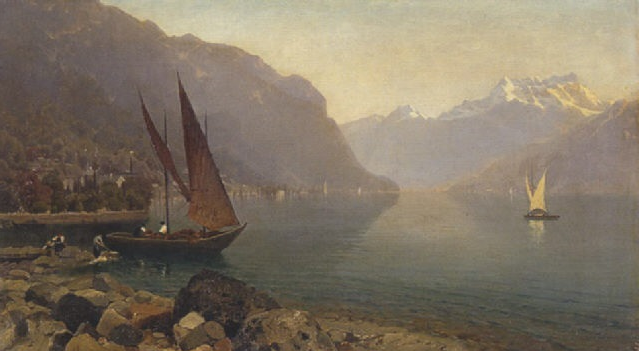
Gardasee – Blick nach Norden
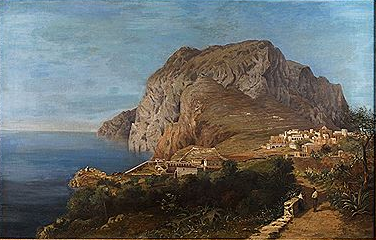
Griechische Küstenlandschaft (1893)
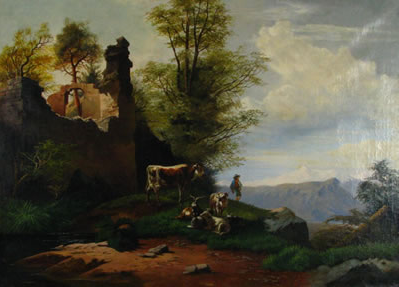
Landschaft mit Tieren
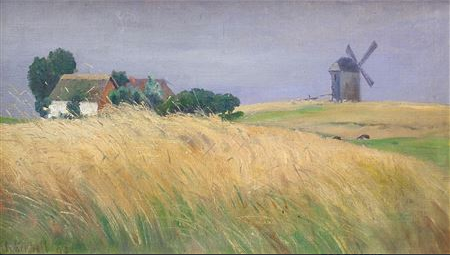
Pommersche Sommerlandschaft mit Windmühle und zwei Häusern (1897)

## Genealogie
- Gothaisches Genealogisches Taschenbuch der Briefadeligen Häuser. 1911. Vierter Jahrgang, Justus Perthes, Gotha 1910, S. 503–505.